# Eswatini na igrzyskach Wspólnoty Narodów
Eswatini (dawniej Suazi) wystartowało po raz pierwszy na igrzyskach Wspólnoty Narodów w 1970 roku podczas igrzysk w Edynburgu i od tamtej pory reprezentacja startuje w zawodach do dziś.

## Klasyfikacja medalowa
| Igrzyska          | Złoto | Srebro | Brąz | Razem |
| ----------------- | ----- | ------ | ---- | ----- |
| 1970 Edynburg     | 0     | 0      | 0    | 0     |
| 1974 Christchurch | 0     | 0      | 1    | 1     |
| 1978 Edmonton     | 0     | 0      | 0    | 0     |
| 1982 Brisbane     | 0     | 0      | 1    | 1     |
| 1986 Edynburg     | 0     | 1      | 0    | 1     |
| 1990 Auckland     | 0     | 0      | 0    | 0     |
| 1994 Victoria     | 0     | 0      | 0    | 0     |
| 1998 Kuala Lumpur | 0     | 0      | 0    | 0     |
| 2002 Manchester   | 0     | 0      | 0    | 0     |
| 2006 Melbourne    | 0     | 0      | 1    | 1     |
| 2010 Nowe Delhi   | 0     | 0      | 0    | 0     |
| Razem             | 0     | 1      | 3    | 4     |

### Według dyscyplin
| Dyscyplina    | Złoto | Srebro | Brąz | Razem |
| ------------- | ----- | ------ | ---- | ----- |
| Boks          | -     | 1      | 2    | 3     |
| Lekkoatletyka | -     | -      | 1    | 1     |
| Razem         | 0     | 1      | 3    | 4     |